# Hellmuth Walter
Hellmuth Walter (Wedel, 26 agosto 1900 – Montclair, 16 dicembre 1980) è stato un ingegnere e inventore tedesco.

## Biografia

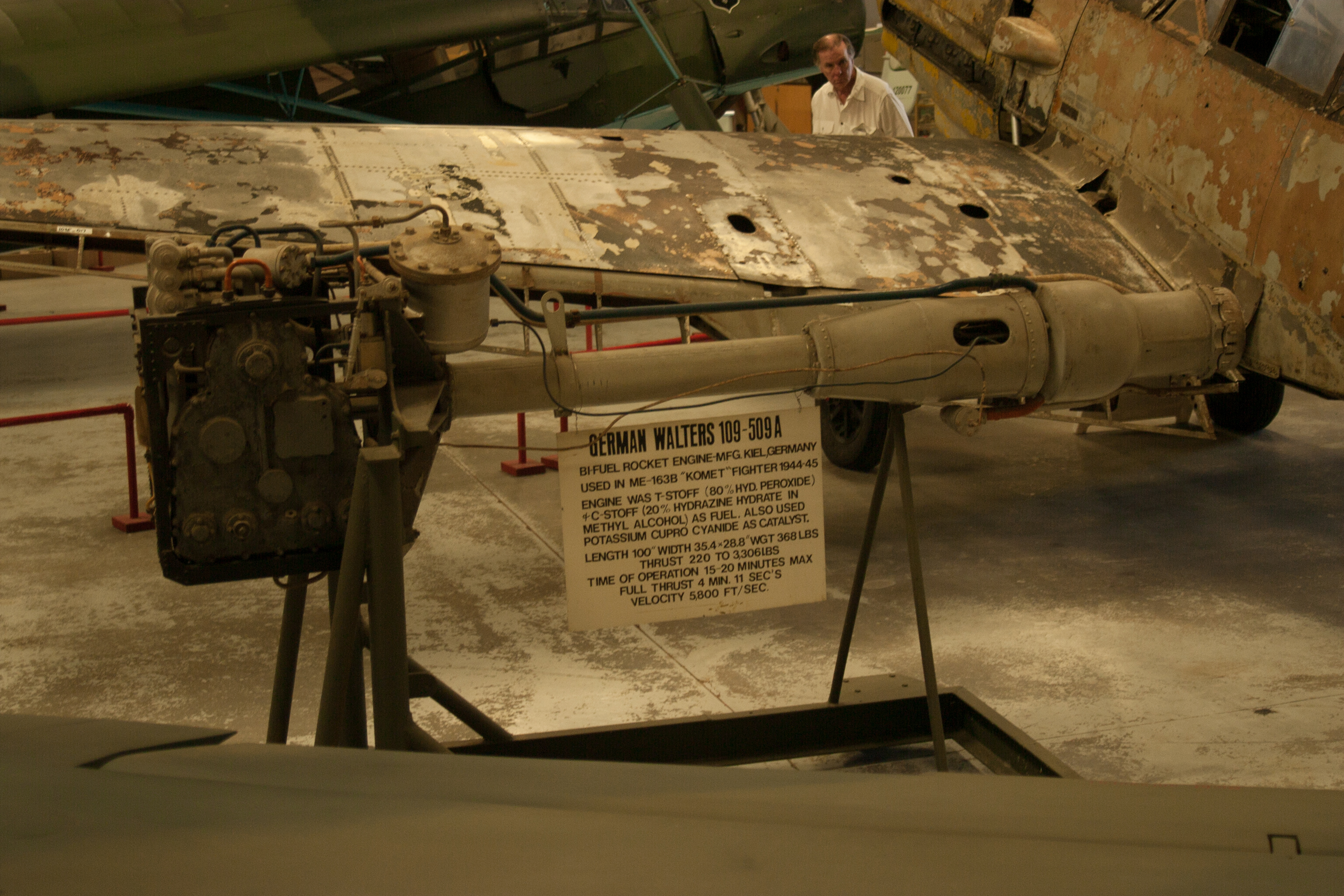
Motore per razzi Walter HWK 109-509A

Hellmuth Walter fu un inventore tedesco, progettista di U-Boot. Si diplomò alla Technischen Hochschule Charlottenburg di Berlino nel 1923. Lavorò come progettista di turbine per la Vulkanwerft di Amburgo. Più tardi sviluppò sistemi di difesa area per il Reichswehr. Nel 1930 lavorò per la Germaniawerft a Kiel, dove iniziò a sviluppare le sue idee sull'utilizzo di una turbina a gas come propulsione per U-Boot, chiamata poi Walter-Antrieb. Walter sviluppò anche sistemi di propulsione a razzo per aerei (con il motore HWK 109-509 installato sui Messerschmitt Me 163 e Heinkel He 176), sistemi JATO e propulsioni subacquee.
Nel 1935 fondò a Kiel l'azienda Ingenieurbüro Hellmuth Walter, inizialmente con un solo collaboratore, passati a 300 l'anno successivo. Nel 1939/1940 l'azienda si spostò nei più spaziosi ambienti a Tannenberg, in collegamento diretto con il canale del mare del Nord. Nel 1945 lavoravano nella fabbrica 5.000 persone, compresi i condannati ai lavori forzati.
Dopo la Seconda guerra mondiale la fabbrica passò sotto il controllo britannico e nell'ottobre del 1946 Walter e alcuni suoi collaboratori furono portati in Inghilterra per lavorare allo sviluppo della Walter-Antrieb. Nel 1949 ritornò in Germania, per cercare di riprendere la fabbrica sotto il suo controllo. Dopo pochi mesi si trasferì negli Stati Uniti dove iniziò a lavorare per la Worthington Pump Corporation a Hurrison nel New Jersey.
Nel 1956 fondò a Kiel la Hellmuth Walter GmbH dove nel 1967 fu sviluppato un sottomarino civile con propulsione Walter designato STINT.